# Poro (divinità)
Poro è un personaggio della mitologia greca e romana.
In alcuni frammenti di Alcmane, Poro risulta uno dei due principi ordinatori scaturiti dalla venuta alla luce di Teti, dalla massa informe, e rappresenta "la via" intesa come strada che conduce ad essa, insieme a Tekmor, che rappresenta il limite. La loro azione distribuisce la materia informe tra il giorno e la notte. 
La somiglianza con la teogonia esiodea, seppur legittima per alcuni aspetti, quali la nascita di principi secondo uno schema genetico, se ne distanzia per il carattere astratto e irriducibile all'antropomorfizzazione, elemento che l'avvicina invece alla speculazione di pensatori quali Talete e Anassimene.
Nel Simposio di Platone, Poro, figlio di Metide, è la personificazione dell'ingegno, dell'espediente. È avido di sapienza e ricco di risorse. È inteso quindi anche come abbondanza, ricchezza, risorsa; in contrasto con Penìa, la miseria. 
Secondo il mito, il giorno in cui nacque Afrodite gli dèi diedero una festa in suo onore. Poro bevve molto nettare e, completamente ebbro, andò a stendersi nel giardino di Zeus. 
Dopo il banchetto, Penìa (la povertà) venne a mendicare alla festa e vedendo Poro – di cui era innamorata – ebbro e addormentato, ne approfittò per giacere con lui nella speranza di restare incinta. Penia restò effettivamente incinta e da questa unione nacque Eros.
La figura di Poro esiste anche nella mitologia romana, dove rappresenta l'abbondanza.